# Милорад Васовић
Милорад Васовић (Гајтан, Медвеђа, 28. новембар 1926 — Београд, 12. март 2005) био је географ, редовни професор Београдског универзитета и председник Српског географског друштва.

## Биографија
Милорад Васовић је завршио студије на одсеку за географију Природно-математичког факултета у Београду. После завршених студија постао је асистент, затим доцент, ванредни и на крају редовни професор истог факултета, на којем је радио све до одласка у пензију почетком 90-их година 20. века.
Докторску дисертацију под називом „Ловћен и његова подгорина, регионално-географска испитивања“ одбранио је 1953. и тиме постао доктор географских наука (издато на Цетињу 1954, стр. 106).
У научно-истраживачком раду највише се бавио теоријом и методологијом регионалне географије, природом планинских регија и изучавањем дела Јована Цвијића. Бавио се такође испитивањем преображаја народног живота у вези са индустрализацијом земље.
Био је близак сарадник и асистент академика Боривоја Ж. Милојевића који је био асистент Јована Цвијића. Истраживао је биографије и једног и другог свог великог претходника и о томе писао у многим публикацијама. О Јовану Цвијића је објавио и неколико књига где је представио и популаризовао његов рад. Био је шеф катедре и управниг Географског завода ПМФ 1957-1960.
Био је директор Етнографског института у периоду 1974-1978. Био је председник Српског географског друштва 1961-1978, председник Савеза географских друштава Југославије 1972-1974, председник Југословенског националног комитета за географију 1976-1981. Носилац је „Медаље Јована Цвијића“. Одликован је Орденом рада са златним венцем и Орденом рада са црвеном зставом.
Објавио је велики број научних радова, уџбеника и књига из области географије. Много је путовао и бавио се истраживањима на терену. 2003. године објавио је дело „Подрињско-ваљевске планине“ на 512 страна. Ова књига је резултат његових вишедеценијских испитивања ових планина, илустрована је великим бројем квалитетних фотографија. У њој су посебно обрађене следеће планине: Сувобор, Рајац, Маљен, Повлен, Јабланик, Медведник, Соколске планине, Јагодња, Борања и Гучево.
Био је међу првим иницијаторима оснивања Истраживачке станице Петница.
Улагао је велике напоре за заштиту реке Таре и против изградње хидроелектране на Тари. У септембру 2004. предао је невладиној организацији „Мост“ податке о подршци 562 научника из Европе и света, као и податак да је Светски конгрес географа 1984. у Единбургу једногласно поздравио акцију за спас Таре. Резултат кампање „Нећу бару, хоћу Тару“ био је усвајање „Декларације о заштити ријеке Таре“ у скупштини Црне Горе 14. децембра 2004. Иако опхрван болешћу, подржао је ову Декларацију, он је био пионир у борби против изградње хидроелектране на Тари.
Проф. др Милорад Васовић преминуо је у Београду 12. марта 2005. и сахрањен 15. марта на Новом гробљу.

## Изабрана дела
- „Најновије насељавање Црногораца у неким бачким селима“, Матица српска, Нови Сад 1959, (169 стр.)
- „На обалама Леванта и Црвеног мора“, Научна књига, Београд 1962, (167 стр.)
- „Посебна регионална географија, карактеристичне регије на Земљиној површини“, Научна књига, Београд 1962, (271 стр.)
- „Врбас и његова комуна, географска монографија“, Матица српска, Нови Сад 1968, (189 стр.)
- „Регионална географија, карактеристичне регије на земљиној површини“, БИГЗ, Београд 1971, (411 стр.)
- „Важније туристичко-географске регије Европе“, Рад, Београд 1974, (394 стр.); 2. изм. и доп. издање 1982, (434 стр.); коаутор у оба издања Живадин Јовичић
- „Методе регионализације и регионалне целине“, Научна књига, Београд 1979, (152 стр.)
- „Регионална географија - за студенте просторног планирања“, Рад, Београд 1985, (391 стр.)
- „Копаоник“, Српско географско друштво, Београд 1988, (288 стр.)
- „Јован Цвијић - научник, јавни радник, државник“, ИК Зорана Стојановића Сремски Карловци, Матица српска, Сремски Карловци - Нови Сад 1994, (454 стр.)
- „Јован Цвијић о свом и нашем времену“, Принцип, Београд 1995, (208 стр.)
- „Географија слива Студенице“, Друштво уметника Стари град, Београд 1996, (227 стр.)
- „Јован Цвијић - илустрована монографија“, Вајат, Београд 1997, (134 стр.)
- „Морфологија и хидрографија краса“, Завод за уџбенике и наставна средства, Београд 1997, (432 стр.)
- „Горња Јабланица - географска својства“, Народно дело, Завичајно удружење „Горња Јабланица“, Београд 1998, (254 стр.)
- „Подрињско-ваљевске планине“, Агенција Ваљевац, Ваљевска гимназија, Истраживачка станица Петница, Ваљево 2003, (512 стр.)